# Africký pohár národů 2013
Africký pohár národů 2013 pořádaný Jihoafrickou republikou byl v pořadí 29. africkým fotbalovým šampionátem. Původně se tento ročník měl konat v Libyi, avšak Konfederace afrického fotbalu kvůli nestabilní situaci, která v zemi panovala, přesunula turnaj do Jihoafrické republiky. Vítězem tohoto ročníku se stali reprezentanti Nigérie, kteří ve finálovém utkání na stadionu Soccer City v Johannesburgu porazili Burkinu Faso 1:0. Nigérie si tak zajistila třetí titul v historii a kvalifikovala se na Konfederační pohár FIFA 2013.

## Kvalifikace
Do kvalifikace se zapojilo 47 reprezentací. Vzhledem k tomu, že se tento šampionát konal rok po předchozím (kvůli přechodu na pořádání mistrovství v liché roky), byla kvalifikace hrána vyřazovacím systémem doma a venku se třemi fázemi (předkolo, první a druhé kolo). Historicky první účast zajistily Kapverdy.

### Seznam kvalifikovaných týmů
| Země                  | Kvalifikována jako | Datum zajištění účasti | Počet účastí | Nejlepší výsledek                                     |
| --------------------- | ------------------ | ---------------------- | ------------ | ----------------------------------------------------- |
| Jihoafrická republika | Hostitel           | 28. září 2011          | 7            | 1. místo (1996)                                       |
| Ghana                 | Kvalifikace        | 13. října 2012         | 18           | 1. místo (1963, 1965, 1978, 1982)                     |
| Mali                  | Kvalifikace        | 13. října 2012         | 7            | 2. místo (1972)                                       |
| Zambie                | Kvalifikace        | 13. října 2012         | 15           | 1. místo (2012)                                       |
| Nigérie               | Kvalifikace        | 13. října 2012         | 16           | 1. místo (1980, 1994)                                 |
| Tunisko               | Kvalifikace        | 13. října 2012         | 15           | 1. místo (2004)                                       |
| Pobřeží slonoviny     | Kvalifikace        | 13. října 2012         | 19           | 1. místo (1992)                                       |
| Maroko                | Kvalifikace        | 13. října 2012         | 14           | 1. místo (1976)                                       |
| Etiopie               | Kvalifikace        | 14. října 2012         | 9            | 1. místo (1962)                                       |
| Kapverdy              | Kvalifikace        | 14. října 2012         | 0            | Debut                                                 |
| Angola                | Kvalifikace        | 14. října 2012         | 6            | Čtvrtfinále (2008, 2010)                              |
| Niger                 | Kvalifikace        | 14. října 2012         | 1            | Základní skupina (2012)                               |
| Togo                  | Kvalifikace        | 14. října 2012         | 6            | Základní skupina (1972, 1984, 1998, 2000, 2002, 2006) |
| DR Kongo              | Kvalifikace        | 14. října 2012         | 15           | 1. místo (1968, 1974)                                 |
| Burkina Faso          | Kvalifikace        | 14. října 2012         | 8            | 4. místo (1998)                                       |
| Alžírsko              | Kvalifikace        | 14. října 2012         | 14           | 1. místo (1990)                                       |

## Stadiony
Jihoafrická fotbalová asociace nabídla k užití všechny stadiony, které sloužily pro Mistrovství Světa v roce 2010. V konečném výběru však zůstalo pouze pět níže uvedených stadionů. Úvodní zápas šampionátu stejně jako jeho finále se odehraje na stadionu Soccer City v Johannesburgu.
| Johannesburg     | Durban                | Port Elizabeth             | Mbombela         | Rustenburg             |
| ---------------- | --------------------- | -------------------------- | ---------------- | ---------------------- |
| Soccer City      | Moses Mabhida Stadium | Nelson Mandela Bay Stadium | Mbombela Stadium | Royal Bafokeng Stadium |
| Kapacita: 94 700 | Kapacita: 54 000      | Kapacita: 48 000           | Kapacita: 41 000 | Kapacita: 42 000       |

## Základní skupiny
| Vysvětlivky                     |
| ------------------------------- |
| Tým postupující do čtvrtfinále  |
| Tým vyřazený v základní skupině |

### Skupina A
| Tým                   | Záp | V | R | P | GV | GO | GR | Body |
| --------------------- | --- | - | - | - | -- | -- | -- | ---- |
| Jihoafrická republika | 3   | 1 | 2 | 0 | 4  | 2  | +2 | 5    |
| Kapverdy              | 3   | 1 | 2 | 0 | 3  | 2  | +1 | 5    |
| Maroko                | 3   | 0 | 3 | 0 | 3  | 3  | 0  | 3    |
| Angola                | 3   | 0 | 1 | 2 | 1  | 4  | -3 | 1    |

| 19. ledna 2013 18:00  |        |          |                                                                |
| Jihoafrická republika | 0:0    | Kapverdy | Soccer City, Johannesburg rozhodčí: Djamel Haimoudi (Alžírsko) |
|                       | Report |          | Soccer City, Johannesburg rozhodčí: Djamel Haimoudi (Alžírsko) |

| 19. ledna 2013 21:00 |        |        |                                                             |
| Angola               | 0:0    | Maroko | Soccer City, Johannesburg rozhodčí: Badara Diatta (Senegal) |
|                      | Report |        | Soccer City, Johannesburg rozhodčí: Badara Diatta (Senegal) |

| 23. ledna 2013 17:00    |        |        |                                                                |
| Jihoafrická republika   | 2:0    | Angola | Moses Mabhida Stadium, Durban rozhodčí: Koman Coulibaly (Mali) |
| Sangweni 30' Majoro 62' | Report |        | Moses Mabhida Stadium, Durban rozhodčí: Koman Coulibaly (Mali) |

| 23. ledna 2013 20:00 |        |             |                                                                |
| Maroko               | 1:1    | Kapverdy    | Moses Mabhida Stadium, Durban rozhodčí: Janny Sikazwe (Zambie) |
| El-Arabi 78'         | Report | Platini 36' | Moses Mabhida Stadium, Durban rozhodčí: Janny Sikazwe (Zambie) |

| 27. ledna 2013 19:00   |        |                           |                                                                 |
| Maroko                 | 2:2    | Jihoafrická republika     | Moses Mabhida Stadium, Durban rozhodčí: Bakary Gassama (Gambie) |
| El Adoua 10' Namli 82' | Report | Mahlangu 71' Sangweni 86' | Moses Mabhida Stadium, Durban rozhodčí: Bakary Gassama (Gambie) |

| 27. ledna 2013 19:00  |        |                 |                                                                            |
| Kapverdy              | 2:1    | Angola          | Nelson Mandela Bay Stadium, Port Elizabeth rozhodčí: Slim Jedidi (Tunisko) |
| Varela 81' Héldon 90' | Report | Nando 33' (vl.) | Nelson Mandela Bay Stadium, Port Elizabeth rozhodčí: Slim Jedidi (Tunisko) |

### Skupina B
| Tým      | Záp | V | R | P | GV | GO | GR | Body |
| -------- | --- | - | - | - | -- | -- | -- | ---- |
| Ghana    | 3   | 2 | 1 | 0 | 6  | 2  | +4 | 7    |
| Mali     | 3   | 1 | 1 | 1 | 2  | 2  | 0  | 4    |
| DR Kongo | 3   | 0 | 3 | 0 | 3  | 3  | 0  | 3    |
| Niger    | 3   | 0 | 1 | 2 | 0  | 4  | -4 | 1    |

| 20. ledna 2013 17:00          |        |                              |                                                                           |
| Ghana                         | 2:2    | DR Kongo                     | Nelson Mandela Bay Stadium, Port Elizabeth rozhodčí: Daniel Bennett (JAR) |
| Agyemang-Badu 40' Asamoah 50' | Report | Mputu 53' Mbokani 68' (pen.) | Nelson Mandela Bay Stadium, Port Elizabeth rozhodčí: Daniel Bennett (JAR) |

| 20. ledna 2013 20:00 |        |       |                                                                            |
| Mali                 | 1:0    | Niger | Nelson Mandela Bay Stadium, Port Elizabeth rozhodčí: Slim Jedidi (Tunisko) |
| Keita 84'            | Report |       | Nelson Mandela Bay Stadium, Port Elizabeth rozhodčí: Slim Jedidi (Tunisko) |

| 24. ledna 2013 17:00 |        |      |                                                                                          |
| Ghana                | 1:0    | Mali | Nelson Mandela Bay Stadium, Port Elizabeth rozhodčí: Noumandiez Doué (Pobřeží slonoviny) |
| Mubarak 38' (pen.)   | Report |      | Nelson Mandela Bay Stadium, Port Elizabeth rozhodčí: Noumandiez Doué (Pobřeží slonoviny) |

| 24. ledna 2013 20:00 |        |          |                                                                                  |
| Niger                | 0:0    | DR Kongo | Nelson Mandela Bay Stadium, Port Elizabeth rozhodčí: Bouchaib El-Ahrach (Maroko) |
|                      | Report |          | Nelson Mandela Bay Stadium, Port Elizabeth rozhodčí: Bouchaib El-Ahrach (Maroko) |

| 28. ledna 2013 19:00 |        |                           |                                                                              |
| Niger                | 0:3    | Ghana                     | Nelson Mandela Bay Stadium, Port Elizabeth rozhodčí: Badara Diatta (Senegal) |
|                      | Report | Gyan 6' Atsu 23' Boye 49' | Nelson Mandela Bay Stadium, Port Elizabeth rozhodčí: Badara Diatta (Senegal) |

| 28. ledna 2013 19:00 |        |             |                                                                    |
| DR Kongo             | 1:1    | Mali        | Moses Mabhida Stadium, Durban rozhodčí: Djamel Haimoudi (Alžírsko) |
| Mbokani 3' (pen.)    | Report | Samassa 14' | Moses Mabhida Stadium, Durban rozhodčí: Djamel Haimoudi (Alžírsko) |

### Skupina C
| Tým          | Záp | V | R | P | GV | GO | GR | Body |
| ------------ | --- | - | - | - | -- | -- | -- | ---- |
| Burkina Faso | 3   | 1 | 2 | 0 | 5  | 1  | +4 | 5    |
| Nigérie      | 3   | 1 | 2 | 0 | 4  | 2  | +2 | 5    |
| Zambie       | 3   | 0 | 3 | 0 | 2  | 2  | 0  | 3    |
| Etiopie      | 3   | 0 | 1 | 2 | 1  | 7  | -6 | 1    |

| 21. ledna 2013 17:00 |        |           |                                                                 |
| Zambie               | 1:1    | Etiopie   | Mbombela Stadium, Mbombela rozhodčí: Eric Otogo-Castane (Gabon) |
| Mbesuma 45+3'        | Report | Girma 65' | Mbombela Stadium, Mbombela rozhodčí: Eric Otogo-Castane (Gabon) |

| 21. ledna 2013 20:00 |        |                  |                                                                 |
| Nigérie              | 1:1    | Burkina Faso     | Mbombela Stadium, Mbombela rozhodčí: Mohamed Benouza (Alžírsko) |
| Emenike 23'          | Report | Al. Traoré 90+4' | Mbombela Stadium, Mbombela rozhodčí: Mohamed Benouza (Alžírsko) |

| 25. ledna 2013 17:00 |        |             |                                                           |
| Zambie               | 1:1    | Nigérie     | Mbombela Stadium, Mbombela rozhodčí: Gehad Grisha (Egypt) |
| Mweene 85' (pen.)    | Report | Emenike 57' | Mbombela Stadium, Mbombela rozhodčí: Gehad Grisha (Egypt) |

| 25. ledna 2013 20:00                           |        |         |                                                                 |
| Burkina Faso                                   | 4:0    | Etiopie | Mbombela Stadium, Mbombela rozhodčí: Bernard Camille (Seychely) |
| Al. Traoré 34', 74' D. Koné 79' Pitroipa 90+5' | Report |         | Mbombela Stadium, Mbombela rozhodčí: Bernard Camille (Seychely) |

| 29. ledna 2013 19:00 |        |        |                                                             |
| Burkina Faso         | 0:0    | Zambie | Mbombela Stadium, Mbombela rozhodčí: Néant Alioum (Kamerun) |
|                      | Report |        | Mbombela Stadium, Mbombela rozhodčí: Néant Alioum (Kamerun) |

| 29. ledna 2013 19:00 |        |                              |                                                                          |
| Etiopie              | 0:2    | Nigérie                      | Royal Bafokeng Stadium, Rustenburg rozhodčí: Bouchaib El-Ahrach (Maroko) |
|                      | Report | Moses 79' (pen.), 90' (pen.) | Royal Bafokeng Stadium, Rustenburg rozhodčí: Bouchaib El-Ahrach (Maroko) |

### Skupina D
| Tým               | Záp | V | R | P | GV | GO | GR | Body |
| ----------------- | --- | - | - | - | -- | -- | -- | ---- |
| Pobřeží slonoviny | 3   | 2 | 1 | 0 | 7  | 3  | +4 | 7    |
| Togo              | 3   | 1 | 1 | 1 | 4  | 3  | +1 | 4    |
| Tunisko           | 3   | 1 | 1 | 1 | 2  | 4  | -2 | 4    |
| Alžírsko          | 3   | 0 | 1 | 2 | 2  | 5  | -3 | 1    |

| 22. ledna 2013 17:00     |        |             |                                                                     |
| Pobřeží slonoviny        | 2:1    | Togo        | Royal Bafokeng Stadium, Rustenburg rozhodčí: Néant Alioum (Kamerun) |
| Y. Touré 8' Gervinho 88' | Report | Ayité 45+2' | Royal Bafokeng Stadium, Rustenburg rozhodčí: Néant Alioum (Kamerun) |

| 22. ledna 2013 20:00 |        |          |                                                                      |
| Tunisko              | 1:0    | Alžírsko | Royal Bafokeng Stadium, Rustenburg rozhodčí: Bakary Gassama (Gambie) |
| Msakni 90+1'         | Report |          | Royal Bafokeng Stadium, Rustenburg rozhodčí: Bakary Gassama (Gambie) |

| 26. ledna 2013 17:00                   |        |         |                                                                                  |
| Pobřeží slonoviny                      | 3:0    | Tunisko | Royal Bafokeng Stadium, Rustenburg rozhodčí: Rajindraparsad Seechurn (Mauricius) |
| Gervinho 21' Y. Touré 87' Ya Konan 90' | Report |         | Royal Bafokeng Stadium, Rustenburg rozhodčí: Rajindraparsad Seechurn (Mauricius) |

| 26. ledna 2013 20:00 |        |                         |                                                                               |
| Alžírsko             | 0:2    | Togo                    | Royal Bafokeng Stadium, Rustenburg rozhodčí: Hamada Nampiandraza (Madagaskar) |
|                      | Report | Adebayor 31' Wome 90+3' | Royal Bafokeng Stadium, Rustenburg rozhodčí: Hamada Nampiandraza (Madagaskar) |

| 30. ledna 2013 19:00          |        |                     |                                                                         |
| Alžírsko                      | 2:2    | Pobřeží slonoviny   | Royal Bafokeng Stadium, Rustenburg rozhodčí: Eric Otogo-Castane (Gabon) |
| Fighúlí 64' (pen.) Súdání 70' | Report | Drogba 77' Bony 81' | Royal Bafokeng Stadium, Rustenburg rozhodčí: Eric Otogo-Castane (Gabon) |

| 30. ledna 2013 19:00 |        |                    |                                                           |
| Togo                 | 1:1    | Tunisko            | Mbombela Stadium, Mbombela rozhodčí: Daniel Bennett (JAR) |
| Gakpé 13'            | Report | Mouelhi 30' (pen.) | Mbombela Stadium, Mbombela rozhodčí: Daniel Bennett (JAR) |

## Play off

### Čtvrtfinále
| 2. února 2013 17:00       |        |          |                                                                                          |
| Ghana                     | 2:0    | Kapverdy | Nelson Mandela Bay Stadium, Port Elizabeth rozhodčí: Rajindraparsad Seechurn (Mauricius) |
| Mubarak 54' (pen.), 90+5' | Report |          | Nelson Mandela Bay Stadium, Port Elizabeth rozhodčí: Rajindraparsad Seechurn (Mauricius) |

| 2. února 2013 20:30   |                      |           |                                                                |
| Jihoafrická republika | 1:1 (po prodloužení) | Mali      | Moses Mabhida Stadium, Durban rozhodčí: Néant Alioum (Kamerun) |
| Rantie 31'            | Report               | Keita 58' | Moses Mabhida Stadium, Durban rozhodčí: Néant Alioum (Kamerun) |

|                                   |     | Penaltový rozstřel      |  |
| Tshabalala Furman Mahlangu Majoro | 1:3 | Diabaté Tamboura Traoré |  |

| 3. února 2013 17:00 |        |                     |                                                                         |
| Pobřeží slonoviny   | 1:2    | Nigérie             | Royal Bafokeng Stadium, Rustenburg rozhodčí: Djamel Haimoudi (Alžírsko) |
| Tioté 50'           | Report | Emenike 43' Mba 78' | Royal Bafokeng Stadium, Rustenburg rozhodčí: Djamel Haimoudi (Alžírsko) |

| 3. února 2013 20:30 |                      |      |                                                              |
| Burkina Faso        | 1:0 (po prodloužení) | Togo | Mbombela Stadium, Mbombela rozhodčí: Badara Diatta (Senegal) |
| Pitroipa 105'       | Report               |      | Mbombela Stadium, Mbombela rozhodčí: Badara Diatta (Senegal) |

### Semifinále
| 6. února 2013 17:00 |        |                                              |                                                                 |
| Mali                | 1:4    | Nigérie                                      | Moses Mabhida Stadium, Durban rozhodčí: Bakary Gassama (Gambie) |
| Ch. Diarra 75'      | Report | Echiéjilé 25' Ideye 30' Emenike 44' Musa 60' | Moses Mabhida Stadium, Durban rozhodčí: Bakary Gassama (Gambie) |

| 6. února 2013 20:30 |                      |                    |                                                            |
| Burkina Faso        | 1:1 (po prodloužení) | Ghana              | Mbombela Stadium, Mbombela rozhodčí: Slim Jedidi (Tunisko) |
| Bancé 60'           | Report               | Mubarak 13' (Pen.) | Mbombela Stadium, Mbombela rozhodčí: Slim Jedidi (Tunisko) |

|                                   |     | Penaltový rozstřel                      |  |
| B. Koné H. Traoré Koulibaly Bancé | 3:2 | Vorsah Atsu Afful Clottey Agyemang-Badu |  |

### O třetí místo
| 9. února 2013 20:00                |        |             |                                                                                 |
| Mali                               | 3:1    | Ghana       | Nelson Mandela Bay Stadium, Port Elizabeth rozhodčí: Eric Otogo-Castane (Gabon) |
| Samassa 21' Keita 48' Diarra 90+4' | Report | Asamoah 82' | Nelson Mandela Bay Stadium, Port Elizabeth rozhodčí: Eric Otogo-Castane (Gabon) |

### Finále
| 10. února 2013 20:00 |        |              |                                                                |
| Nigérie              | 1:0    | Burkina Faso | Soccer City, Johannesburg rozhodčí: Djamel Haimoudi (Alžírsko) |
| Mba 40'              | Report |              | Soccer City, Johannesburg rozhodčí: Djamel Haimoudi (Alžírsko) |